# Rafael Cavalcante
Rafael "Feijão" Cavalcante (Ilha Solteira, 4 de abril de 1980) é um lutador de artes marciais mistas brasileiro. Ele é ex-campeão meio-pesado do Strikeforce e ex-lutador do UFC.

## Dopagem
Rafael foi suspenso pela USADA - Agência Antidopagem dos Estados Unidos, por um ano longe do esporte por detecção de estanozolol em seu exame de controle de dopagem após a luta contra Mike Kyle em maio de 2012.

## Cartel no MMA
| Cartel no MMA       |             |            |
| 20 lutas            | 12 vitórias | 7 derrotas |
| Por nocaute         | 11          | 4          |
| Por finalização     | 1           | 0          |
| Por decisão         | 0           | 2          |
| Por desqualificação | 0           | 1          |
| No contest          | 1           | 1          |

| Res.    | Cartel   | Oponente         | Método                                | Evento                                     | Data       | Round | Tempo | Local                         | Notas                                                 |
| ------- | -------- | ---------------- | ------------------------------------- | ------------------------------------------ | ---------- | ----- | ----- | ----------------------------- | ----------------------------------------------------- |
| Derrota | 12-7 (1) | Ovince St. Preux | Decisão (unânime)                     | UFC Fight Night: Hendricks vs. Thompson    | 06/02/2016 | 3     | 5:00  | Las Vegas, Nevada             |                                                       |
| Derrota | 12-6 (1) | Patrick Cummins  | Nocaute Técnico (cotoveladas)         | UFC 190:Rousey vs. Correa                  | 01/08/2015 | 3     | 0:45  | Rio de Janeiro                |                                                       |
| Derrota | 12-5 (1) | Ryan Bader       | Decisão (unânime)                     | UFC 174: Johnson vs. Bagautinov            | 14/06/2014 | 3     | 5:00  | Vancouver, Colúmbia Britânica |                                                       |
| Vitória | 12-4 (1) | Igor Pokrajac    | Nocaute (joelhadas e socos)           | UFC Fight Night: Belfort vs. Henderson II  | 09/11/2013 | 1     | 1:18  | Goiânia, Goiás                |                                                       |
| Derrota | 11-4 (1) | Thiago Silva     | Nocaute (socos)                       | UFC on Fuel TV: Nogueira vs. Werdum        | 08/06/2013 | 1     | 4:29  | Fortaleza, Ceará              | Luta da Noite.                                        |
| NC      | 11–3 (1) | Mike Kyle        | Sem Resultado (mudado)                | Strikeforce: Barnett vs. Cormier           | 19/05/2012 | 1     | 0:33  | San José, Califórnia          | Havia vencido por finalização; Falhou no anti-doping. |
| Vitória | 11–3     | Yoel Romero      | Nocaute (joelhada e socos)            | Strikeforce: Barnett vs. Kharitonov        | 10/09/2011 | 2     | 4:51  | Cincinnati, Ohio              |                                                       |
| Derrota | 10–3     | Dan Henderson    | Nocaute Técnico (socos)               | Strikeforce: Feijao vs. Henderson          | 05/03/2011 | 3     | 0:50  | Columbus, Ohio                | Perdeu o Cinturão Meio Pesado do Strikeforce.         |
| Vitória | 10–2     | Muhammed Lawal   | Nocaute Técnico (socos e cotoveladas) | Strikeforce: Houston                       | 21/08/2010 | 3     | 1:14  | Houston, Texas                | Ganhou o Cinturão Meio Pesado do Strikeforce.         |
| Vitória | 9–2      | Antwain Britt    | Nocaute (socos)                       | Strikeforce: Heavy Artillery               | 15/05/2010 | 1     | 3:45  | St. Louis, Missouri           | Se tornou o desafiante n°1 ao Título.                 |
| Vitória | 8–2      | Aaron Rosa       | Nocaute Técnico (socos)               | Strikeforce Challengers: Woodley vs. Bears | 20/11/2009 | 2     | 3:35  | Kansas City, Kansas           |                                                       |
| Derrota | 7–2      | Mike Kyle        | Nocaute (socos)                       | Strikeforce: Lawler vs. Shields            | 06/06/2009 | 2     | 4:05  | St. Louis, Missouri           | Estréia no Strikeforce.                               |
| Vitória | 7–1      | Travis Galbraith | Nocaute (joelhadas)                   | EliteXC: Unfinished Business               | 26/07/2008 | 1     | 3:01  | Stockton, Califórnia          |                                                       |
| Vitória | 6–1      | Wayne Cole       | Nocaute Técnico (socos)               | EliteXC: Return of the King                | 14/06/2008 | 1     | 2:47  | Honolulu, Hawaii              |                                                       |
| Vitória | 5–1      | John Doyle       | Nocaute (joelhada no corpo)           | EliteXC: Street Certified                  | 16/02/2008 | 1     | 2:17  | Miami, Flórida                | Estréia nos Meio Pesados.                             |
| Derrota | 4–1      | Márcio Cruz      | DQ (pedalada ilegal)                  | IFL: Las Vegas                             | 16/06/2007 | 3     | 3:42  | Las Vegas, Nevada             | Desqualificado por aplicar uma pedalada ilegal.       |
| Vitória | 4–0      | Devin Cole       | Nocaute Técnico (socos)               | IFL: Atlanta                               | 23/02/2007 | 2     | 0:26  | Atlanta, Geórgia              |                                                       |
| Vitória | 3–0      | Rubens Xavier    | Nocaute (socos)                       | MF 5                                       | 09/12/2006 | 1     | 2:30  | São Paulo                     |                                                       |
| Vitória | 2–0      | Miodrag Petković | Nocaute Técnico (joealhada e socos)   | WFC: Europe vs Brazil                      | 20/05/2006 | 2     | 1:37  | Koper                         |                                                       |
| Vitória | 1–0      | Eduardo Maiorino | Nocaute (socos)                       | Pantanal Combat                            | 10/02/2006 | 1     | 4:13  | Cuiabá, Mato Grosso           |                                                       |